# Mariano Rampolla del Tindaro
Mariano Rampolla del Tindaro, italijanski rimskokatoliški duhovnik, škof in kardinal, * 17. avgust 1843, Polizzi, † 16. december 1913.

## Življenjepis
Leta 1866 je prejel duhovniško posvečenje.
1. decembra 1882 je bil imenovan za naslovnega nadškofa Herakleje; 8. decembra je prejel škofovsko posvečenje in 19. decembra istega leta je postal apostolskega nuncija v Španiji.
14. marca 1887 je bil povzdignjen v kardinala in imenovan za kardinal-duhovnika S. Cecilia.
2. junija 1887 je postal državni tajnik Rimske kurije. Med letoma 1902 in 1908 je bil predsednik Papeške biblične komisije.
Med 30. decembrom 1908 in 23. februarjem 1910 je bil tajnik Svete pisarne.

## Veto zoper njegovo izvolitev za papeža 1903
V začetku konklava po smrti Leona XIII. je kazalo, da bo izvoljen za papeža ravno Rampolla, vendar je avstrijski cesar vložil veto. Od 20. januarja 1904 odlok Pija X.Commissum nobis  – prepoveduje uporabo veta zoper določenega papeškega kandidata s kaznijo izobčenja za tistega vladarja, ki veto daje in tistega kardinala, ki ga posreduje; zadnjič je tak veto prav Sartu v prid posredoval v imenu avstrijskega cesarja Franca Jožefa krakovski kardinal Puzyna zoper izvolitev kardinala Rampolla.